# Acanthacaris caeca
Acanthacaris caeca is een kreeftensoort uit de familie van de Nephropidae. De wetenschappelijke naam van de soort werd in 1881 voor het eerst geldig gepubliceerd door Alphonse Milne-Edwards.